# 2008년 하계 올림픽 뉴질랜드 선수단

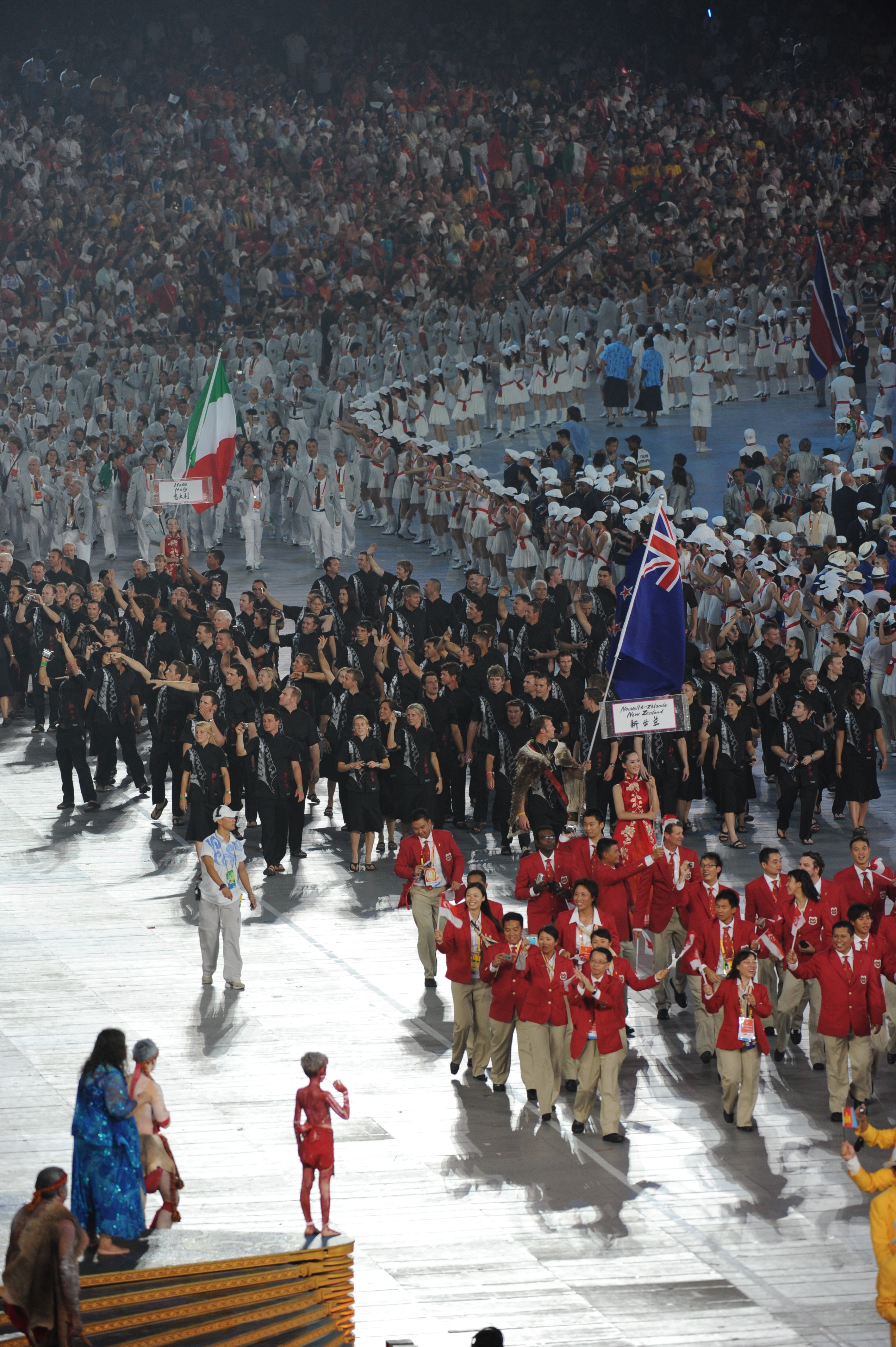

2008년 하계 올림픽 뉴질랜드 선수단은 중화인민공화국 베이징에서 열린 2008년 하계 올림픽에 참가한 올림픽 뉴질랜드 선수단이다.